# Partamona nhambiquara
Partamona nhambiquara är en biart som beskrevs av José Gomes Pedro och Camargo 2003. Partamona nhambiquara ingår i släktet Partamona och familjen långtungebin. Inga underarter finns listade i Catalogue of Life.